# Gebrüder Haag

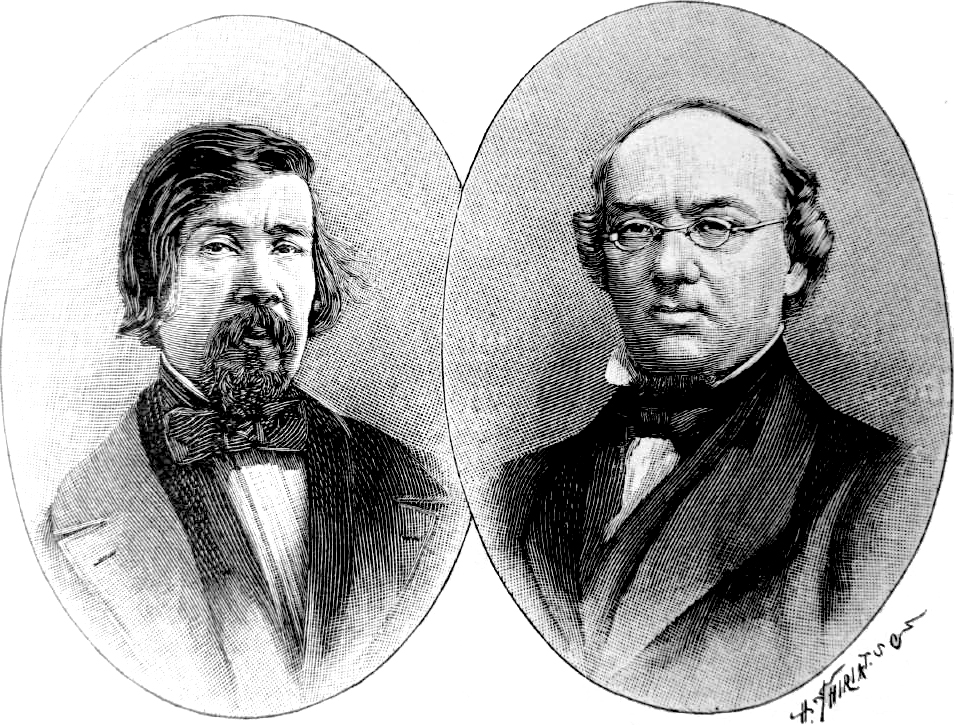
Die Gebrüder Haag, Gravur von Paul Henri Thiriat (1868–1943)

Eugène Haag (* 11. Februar 1808 in Montbéliard; † 5. März 1868 in Paris) und Émile Haag (* 8. November 1810 in Montbéliard; † 11. Mai 1865 in Paris), bekannt unter dem Sammelnamen Gebrüder Haag (Frères Haag), waren zwei französische Historiker des Protestantismus.

## Leben
Nach dem Abschluss des Gymnasiums in Montbéliard studierten sie an der Universität Straßburg: Eugene Evangelische Theologie und Émile Recht. Eugene wurde jedoch nicht Pfarrer und Émile nicht Anwalt. Eugène leitete eine Zeit lang ein Internat in Cernay und wurde dann Lehrer für Literatur an der Handelsschule in Leipzig, wohin Émile ihm als Lehrer für Politische Ökonomie folgte, nachdem er zwei Jahre lang Hauslehrer in Polen gewesen war. 1836 verließen beide Leipzig und ließen sich in Paris nieder, wo sie englische, deutsche und polnische Werke übersetzten und in den Zeitschriften National, L’Époque, Bons-Sens und Encyclopédie des gens du monde Artikel veröffentlichten, die ausnahmslos mit „E. Haag“ unterzeichnet waren und die man sowohl dem einen als auch dem anderen zuordnen konnte.
Die beiden Brüder erstellten gemeinsam ein biografisches Wörterbuch, das ihre Namen in die Geschichte eingehen lassen sollte: La France protestante, erschienen 1846 bis 1859 in zehn zweispaltigen Bände in Paris bei Joël Cherbuliez, ein „immenses Monument, das eine Welt wiederbelebt hat“, wie Jules Michelet sagte. Eugène wollte, dass auf dem Grab von Émile, der 1865 starb, verkündet wird, dass sein Bruder die erste Idee zu diesem gigantischen Werk hatte, das sie unter sich aufgeteilt hatten, wobei Émile die Dichter und Künstler für sich beanspruchte und alles andere Eugène überließ. Der erste und der letzte Band erschienen auf Kosten der Autoren, die schließlich eine gewissermaßen nationale Belohnung erhielten: zehntausend Francs aus einer Subskription, die nach einer Abstimmung auf der Pastoralkonferenz von 1859 eingeleitet worden war. Gemeinsam mit Charles Weiss, Athananase Coquerel und Charles Read, hatte er die Société de l’histoire du protestantisme français gegründet, deren Sekretär und Vizepräsident er war.
Emmanuel-Orentin Douen schrieb über Eugene Haag in der Encyclopédie des sciences religieuses: „Geehrt durch seine enge Vertrautheit, haben wir ihn stets die größte Unabhängigkeit des Geistes und des Charakters mit einer völligen Hingabe an die Wissenschaft und an den Glauben an den Triumph der Wahrheit verbinden sehen. Er hätte sich keine andere Grabrede gewünscht.“

## Werke
- MM Eug. et Ém. Haag, La France protestante ou Vies des protestants français qui se sont fait un nom dans l’histoire depuis les premiers temps de la réformation jusqu’à la reconnaissance du principe de la liberté des cultes par l’Assemblée nationale, Joël Cherbuliez, 1846–1859:

Band 1, 1845, Abauzit–Baschi
Band 2, 1847, Basnage–Brodeau
Band 3, 1852, Brossier–Colivaux
Band 4, 1853, Colla–Essen
Band 5, 1855, Estienne–Huault
Band 6, 1856, Huber–Lesage
Band 7, 1857, L’Escale–Mutonis
Band 8, 1858, Nagel–Rosenstiel
Band 9,1859, Rossel–Zorn
Band 10, 1858, Pièces justificatives (Belege)

### Eugène Haag
- Für den Herzog von Orléans fertigte er einen Bericht über das deutsche Militär an.
- Er beteiligte sich an der Revision der Bibel, die 1850 von Jacques Matter herausgegeben wurde, und insbesondere an der Benennung der Parallelen, die der Bibel wissenschaftlichen Wert verleihen.
- Gemeinsam mit Albrecht Wilhelm Roth verfasste er ein Journal über Homöopathie.
- Er übernahm kurzzeitig die Leitung des Lien und zweimal die des Disciple de Jésus-Christ.
- Er arbeitete an der Histoire littéraire de la France und war Mitarbeiter der Revue germanique.
- Cours complet de langue française en quatre parties, Leipzig, 1834–1836
- Vues classiques de la Suisse, nach Heinrich Zschokke, 1836–1837
- Vie de Luther, 1839
- Vie de Calvin, 1840
- Opinion de Milton sur la Trinité, 1842
- Histoire des dogmes, Paris, 1862, 2 Bände
- Théologie biblique, Paris, 1870

### Émile Haag
- Vie de l’archevêque Cranmer, Paris, 1843, 2 Bände
- Satires et poésies diverses, Paris, 1844